# Loozepolder
De Loozepolder is een polder tussen Hoek en Philippine, behorende tot de Polders tussen Axel, Terneuzen en Hoek, in de Nederlandse provincie Zeeland. 
De polder, vernoemd naar eigenaar A. de Looze, werd ingepolderd in 1851, het betrof een langgerekte strook schor in de Braakman. De polder is 53 ha groot.
Tijdens de aanleg van de polder zijn er stakingen geweest door de polderwerkers, vanwege de slechte arbeidsomstandigheden.